# Zbigniew Jankowski
Zbigniew Jankowski (* 30. März 1955) ist ein ehemaliger polnischer Leichtathlet, der sich auf den 110-Meter-Hürdenlauf spezialisiert hat.

## Sportliche Laufbahn
Zbigniew Jankowski trat nur bei den Halleneuropameisterschaften 1976 in München international in Erscheinung und gewann dort in 7,92 s die Bronzemedaille im 60-Meter-Hürdenlauf hinter Wiktor Mjasnikow aus der Sowjetunion und dem Briten Berwyn Price. 

## Persönliche Bestzeiten
- 110 m Hürden: 13,87 s (+0,7 m/s), 18. Juni 1977 in Bydgoszcz
  - 60 m Hürden (Halle): 7,75 s, 24. Januar 1976 in Warschau